# Weberscher Apparat

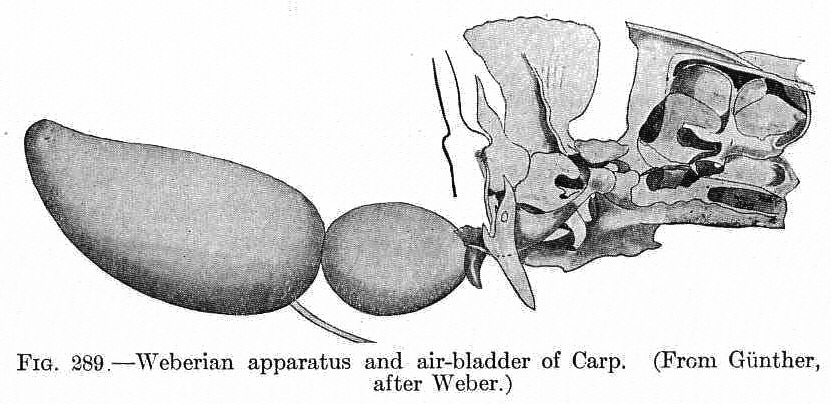
Weberscher Apparat und Schwimmblase eines Karpfens

Der Webersche Apparat ist ein Teil des Hörorgans bei den Ostariophysi; zu dieser Gruppe der Knochenfische gehören die Karpfenartigen (Cypriniformes), die Salmlerartigen (Characiformes), die Welsartigen (Siluriformes) und die Neuwelt-Messerfische (Gymnotiformes). Er wurde nach dem deutschen Physiologen und Anatomen Ernst Heinrich Weber benannt.
Der Webersche Apparat verbindet die Schwimmblase dieser Fische mit ihrem Labyrinth und besteht aus mehreren kleinen Knöchelchen, die auf Teile der Wirbelsäule und Sehnenverknöcherungen zurückzuführen sind. Ähnlich wie die drei Gehörknöchelchen der Säugetiere dient der Webersche Apparat dem Fortleiten von Schallwellen, und zwar von der Schwimmblase zum Innenohr. Während bei Säugetieren das Trommelfell und zusätzlich die Schädelknochen als Resonanzboden dienen, übernimmt bei Fischen die Schwimmblase – sofern vorhanden – diese Aufgabe der Schallwahrnehmung.
Vor allem niederfrequente Schalleindrücke können von Fischen durch das Seitenlinienorgan wahrgenommen werden; für höhere Frequenzen (die Richtungshören besser gestatten) sind aber bestimmte Otolithen (s. Umberfische) oder eben der Webersche Apparat zuständig.
Fischen, die in ruhigen Gewässern vorkommen, wird im Allgemeinen ein besseres Hörvermögen zugebilligt als jenen Arten, die etwa in Gebirgsbächen oder der Brandungszone des Meeres leben. Als recht gut hörende Fische gelten Karpfen, Salmler und Welse; Forellen dagegen (die nicht zu den Ostariophysi gehören und somit keinen Weberschen Apparat besitzen) hören schlecht.